# 慢性肾脏病
慢性肾脏病（Chronic kidney disease）又称慢性肾功能不全或慢性肾衰竭，是一种长期肾脏疾病，在数月至数年期间出现肾功能逐渐丧失，或肾脏结构异常（但功能仍正常）。目前肾脏科共识的严谨定义为：任何原因所致肾脏损伤（肾脏结构或功能异常）在3个月以上（可有或无肾小球滤过率下降），或肾小球滤过率＜60ml/ (min•1.73m²) 在3个月以上（可有或无肾脏损伤证据）的一组肾脏疾病。
慢性肾脏病最初一般没有症状，但其后症状可能包括腿部肿胀、感觉疲劳、呕吐、食欲不振和意识错乱。并发症可能与肾脏激素功能障碍有关，包括高血压（通常与肾素-血管紧张素系统的激活有关）、骨病和贫血。此外，患者心血管并发症明显增加，导致住院和死亡风险增加。當症狀出現嚴重噁心、嘔吐、食慾不振、水腫及呼吸困難等尿毒症狀，則代表可能已進入末期腎病變，可藉由長期透析治療代替腎臟功能，排除多餘的毒素及水分，維持身體其他器官正常的運作。
据估计，慢性肾病患者占美国成年人口的13%，而大多数患者对自身病情往往并不自知；在台灣，20歲以上成人的慢性腎臟病盛行率已逾12%，推估逾200萬人患慢性腎臟病，且根據2021台灣腎病年報顯示，2019年台灣透析盛行患者數超過8萬人，以40-64歲透析盛行人數最多，65-74歲居次，75（含）歲以上排名第三位，40歲以上透析盛行數呈逐年增加情形。

## 症状诊断
慢性肾脏病的症状包括：
- 浮肿
- 蛋白尿、血尿
- 高血压、贫血、营养不良、心血管疾病等并发症

对慢性肾脏病的早期诊断，可以通过血液、尿液分析等医疗检测手段，对血肌酐、尿微量白蛋白、尿素氮肌酐比（BUN/肌酐）、肾丝球过滤率等生物化学指标定量分析获得。医学成像（超声检查、X射线断层成像、核磁共振成像等）、活体组织切片等手段，有助于对慢性肾脏病患者的具体病因作进一步的了解。

## 病情分期
對於GFR<60 ml/min/1.73m2或有明確腎損傷的族群，根據過去病史及檢查結果判斷其腎臟疾病病程；當病程達三個月以上即可診斷為慢性腎臟病。
根据GFR（Glomerular filtration rate，肾丝球过滤率）指标对慢性肾脏病情的划分：
- 第1期。肾功能正常，微量蛋白尿，GFR：≧90 mL/min/1.73 m2
- 第2期。轻度慢性肾衰竭，GFR：60 - 89 mL/min/1.73 m2
- 第3期。中度慢性肾衰竭，GFR：30 - 59 mL/min/1.73 m2
- 第4期。重度慢性肾衰竭，GFR：15 - 29 mL/min/1.73 m2
- 第5期。末期肾臟病变，GFR：＜15 mL/min/1.73 m2

腎臟病的初期幾乎沒有症狀，除了輕微蛋白尿、血壓上升等非明顯症狀；等到腎絲球過濾率下降至百分之20-30以下，才會有較明顯的症狀，如虛弱無力（貧血）、噁心、嘔吐、水腫、皮膚癢、呼吸喘等。

## 病因
已知导致或加重慢性肾病的相关病因包括：
- 糖尿病
- 高血压
- 多囊性肾病变
- 血管炎
- 肾丝球肾炎
- 肾结石[13]
- 前列腺增生、膀胱病变、其他泌尿系统疾病等[14]
- 感冒[15]

## 共病症
共病症意旨患者在接受治療或研究的主診斷之外，其他已經存在、且會對這次的主診斷疾病產生影響的疾病狀況。
- 糖尿病

糖尿病是一種代謝性疾病，它的特徵是患者的血糖長期高於標準值。當血液中糖分過高長期無法完整代謝，將導致腎臟機能超過負荷。研究顯示慢性腎臟疾病患者對胰島素敏感性降低，代償性胰島素分泌不足，有6成以上患者耐糖量降低，因此更容易引起糖尿病，相反的糖尿病也容易導致慢性腎臟疾病。
關於糖尿病的症狀，因高血糖的影響會造成多食、多飲、多尿及體重下降情況，一般病徵則有視力模糊、頭痛、肌肉無力、傷口癒合緩慢及皮膚搔癢，日常預防可藉由將血糖、血脂肪、血壓和體重控制在理想範圍，倘若有前述症狀跡象即可透過抽血檢測確定是否罹患糖尿病，一般初診斷糖尿病時，後續建議每半年檢查一次，以評估糖尿病對身體的影響。
- 高血壓

高血壓是動脈血壓持續偏高的慢性疾病。當腎臟無法承受的高血壓形成之血流壓力，將會影響腎臟血管及腎絲球硬化，成為慢性腎臟病高危險群。高血壓是導致腎功能不全的主因，也是形成左心室肥大的主因之一，而腎功能不全也會造成高血壓的血管損傷。
高血壓早期通常沒有明顯症狀，但長期影響可能出現不明原因流鼻血、頭痛、耳鳴、視力模糊、頸部僵硬、手腳麻木、食慾不佳、臉色潮紅、失眠等，都可能是高血壓造成，台灣衛生福利部國民健康署建議18 歲以上民眾每年應至少量一次血壓，而針對以下兩類人則建議每周測量血壓：40歲以上肥胖，有家族病史，且有工作壓力大的人、更年期過後女性。而曾發生心血管疾病或中風者，建議每天測量血壓。
- 心衰竭

心臟衰竭又稱為鬱血性心衰竭，俗稱心臟無力，是指心臟功能受損，心臟無法打出足夠的血液量，以滿足身體及組織代謝的所需求，而產生一連串的症狀。腎功能不佳患者是心血管疾病的高危險群，根據美國第三次國家衛生及營養調查(NHANES Ⅲ)，慢性腎臟病患者比起正常腎功能者罹患心肌梗塞、心衰竭的比例更高，且有較高的心血管疾病相關死亡率(Cardiovascular mortality)。
心衰竭常見症狀有食慾下降、水腫、呼吸困難、心律不整、端坐呼吸(平躺時會感到呼吸困難)、陣發性夜間呼吸困難、咳嗽、腦部缺氧等， 研究指出97%的心臟衰竭病人至少有1個身體症狀，而91%則有多種症狀；其中又以呼吸困難、疲憊及水腫最為常見，診斷可藉由胸部Ｘ光、心臟超音波或核子醫學檢查得知心臟是否有擴大可能，而心電圖也可查見合併心律不整，如心房振顫或心肌缺氧的變化。
- 貧血

當腎臟無法製造足夠紅血球生成素來對應血紅素降低，有相對性的紅血球生成素不足。慢性腎臟病的貧血屬於正血球性紅血球增生不良貧血，隨著腎功能變差，貧血的比例越高，貧血的程度也將越嚴重。 
貧血可能出現的症狀有疲勞、虛弱、臉色蒼白、心律不整(Arrhythmia)、呼吸困難(Shortness of breath)、頭暈、胸痛、手腳冰冷及頭痛(Headache)等。早期症狀並不明顯，但會隨著貧血發展症狀變嚴重，因為貧血可能伴隨其他共病發生，建議透過專業醫療會診全面診斷。 

## 治疗
慢性肾脏病治疗的主要目标是阻止病情向肾衰竭末期发展，傳統上認為慢性腎衰竭只能控制，但近來認為腎功能稍微上升是可能的。治疗原则是尽量针对病因、病状对症下药，采取综合措施，并控制高血压、心血管疾病、贫血、感染等并发症。

### 药物治疗
1. 血管紧张素转化酶抑制剂：不但能降低血压，而且可减少蛋白尿及延缓肾损害进展、减缓GFR（肾丝球过滤率）及肾功能的降低[30][31][32]。
2. 血管紧张素II受体拮抗剂（又译血管紧张素II受体阻断剂）：除具心血管保护作用外，还有良好的肾脏保护作用，且该作用独立于降压作用之外，可延缓糖尿病肾病和非糖尿病肾病的进展[33][34][35]。
3. 第 2 型鈉-葡萄糖共同轉運蛋白抑制劑（SGLT2）：透過抑制SGLT2運輸蛋白，減少腎臟對已過濾之葡萄糖與鈉再次吸收，進而透過尿液排出葡萄糖，達到降血糖效果，可同時降低腎小球內血壓、減少蛋白尿、減緩腎絲球高過濾率[36]，具有減緩或改善糖尿病腎臟病變的作用[37]。根據全球慢性腎臟病SGLT2抑制劑臨床試驗顯示，以恩格列淨(Empagliflozin)為示範，相較於安慰劑，降低28%慢性腎臟病或心血管相關疾病的死亡率。[38]
4. 紅血球生成激素：用于治疗慢性肾脏病患者的贫血症状。
5. 活性维生素D3（Cholecalciferol）：被认为具有减少患者蛋白尿的作用[39]。
6. 适量抗生素或其他抗菌药物：用以在患者自身免疫系统功能降低情况下防治病菌侵入、感染[40]。
7. 特殊的活性炭：口服特殊的活性炭，可以在腸道中選擇性的吸收有害物質，減少尿毒症狀及腎臟負擔。

### 末期肾病治疗
- 血液透析
- 腹膜透析
- 肾移植

許多人有一個錯誤觀念，就是慢性腎衰竭患者一旦進入了透析治療後，就得要一直採用透析治療至死亡，因此會抗拒透析治療，就算是沒有經濟問題也會拖延。
但實際上，一些慢性腎衰竭末期患者在透析治療一段時間後，腎功能會稍微回到可以停止透析治療的程度；但是如果一直拖到不得已才進行透析，這樣的機會就大幅下降。
在另一方面，對於進行透析的病患來說，殘餘腎功能越好，生活品質越佳、死亡率越低；拖延透析時間，也就是減少殘餘腎功能。

### 饮食、营养调节
在早期，患者每日进食的盐、油、糖用量需要控制，多數早期患者增加飲水量會較佳，由於減少動物性蛋白的攝取比例可以減緩糖化終產物、有些研究認為對維持腎功能也有幫助，（減少紅肉及加工肉品的正面效益很明顯）；腎功能較差者也要控制蛋白質攝取量、並攝取高品質蛋白質；較為後期者連鉀離子都要限制。

## 外部連結
- National Kidney Foundation （页面存档备份，存于）
- Dialysis Complications of Chronic Renal Failure 於 eMedicine
- The Kidney Foundation of Canada （页面存档备份，存于）